# گروه آرداگ
گروه آرداگ (انگلیسی: Ardagh Group) شرکت هلدینگ لوکزامبورگی است، که در سال ۱۹۳۲ تأسیس شد.